# Creme de menta

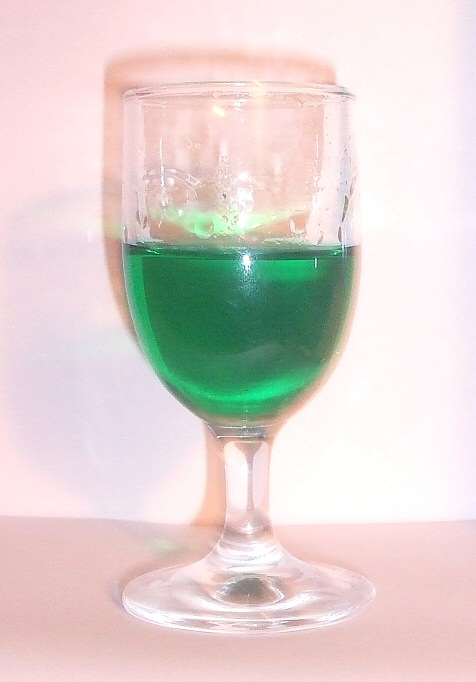
Copo com crème de menthe verde

Creme de menta (em francês crème de menthe) é uma bebida alcoólica doce com sabor a menta. O seu sabor é dado pela menta córsega ou por hortelã-pimenta seca. É vendido em versão verde (colorida com folhas de menta ou extracto de menta), e em versão incolor (designada por "branca"). Ambas as variedades têm um sabor semelhante e podem ser usadas em receitas, indiferentemente, excepto quando a cor é importante.
O creme de menta é um ingrediente usado em vários cocktails como o Caruso ou o Grasshopper. Serve também como digestivo ou para dar sabor ao chocolate.
A fórmula original junta hortelã-pimenta seca, ou folhas de menta da Córsega, em álcool durante várias semanas (dando assim a cor original ao líquido), seguido de uma filtração e adição de açúcar.